# Audie Murphy
Audie Leon Murphy (20 tháng 6 năm 1925 – 28 tháng 5 năm 1971) là một quân nhân, diễn viên, nhạc sĩ và chủ nông trại người Mỹ. Ông là một trong những quân nhân Lục quân Hoa Kỳ có thành tích xuất sắc nhất trong Chiến tranh Thế giới thứ hai. Vì sự dũng cảm và gan dạ trong chiến đấu, Murphy đã được tặng thưởng tất cả các loại huân chương mà Lục quân Hoa Kỳ đang có lúc đó, cùng với các huân chương khác của Pháp và Bỉ. Murphy được trao thưởng Huân chương Danh dự vì sự dũng cảm vào ngày 26 tháng 1 năm 1945, trong thời gian diễn ra Chiến dịch hợp vây Colmar. Ông đã một mình ngăn chặn được cuộc tấn công của một đại đội lính Đức trong vòng một giờ đồng hồ, trước khi trực tiếp chỉ huy thành công một cuộc phản công, bất chấp bản thân bị thương và hết đạn.
Murphy sinh ra trong một đại gia đình làm nghề lĩnh canh ở Quận Hunt, Texas. Bị cha bỏ rơi từ nhỏ và mẹ mất sớm, Murphy đã bỏ học sau khi lên lớp năm để làm nghề hái bông và các công việc khác để giúp đỡ gia đình.
Sau cuộc không kích của Nhật Bản vào Trân Châu Cảng ngày 7 tháng 12 năm 1941, chị gái của Murphy đã giúp ông làm giả giấy tờ và khai gian ngày sinh của ông để có thể đáp ứng độ tuổi tối thiểu để nhập ngũ. Ban đầu, Murphy bị Lục quân, Hải quân và Thủy quân Lục chiến từ chối vì ông quá nhẹ cân, nhưng sau cùng, ông đã được chấp thuận gia nhập Lục quân Hoa Kỳ. Ông tham chiến lần đầu tiên ở mặt trận Tunisia vào tháng 2 năm 1943, sau đó chiến đấu ở Sicilia vào tháng 7 cùng năm; năm 1944, Murphy cùng đơn vị đổ bộ vào Ý, chiến đấu ở Anzio, tham gia giải phóng Roma và sau đó đổ bộ vào miền Nam nước Pháp. Ông đã dẫn dắt người của mình chiến đấu ở Montélimar, L'Omet và góp mặt vào các chiến dịch ở Ardennes, Alsace, Rheinland và miền Nam nước Đức.
Sau chiến tranh, Murphy bắt đầu sự nghiệp diễn xuất kéo dài 21 năm của mình và hầu hết các vai diễn của ông đều mang thiên hướng Viễn Tây. Ông tự thủ vai chính mình trong bộ phim tự truyện To Hell and Back năm 1955, dựa trên cuốn hồi ký cùng tên năm 1949 của ông. Murphy cũng tham gia các chương trình truyền hình nổi tiếng với tư cách khách mời và đóng vai chính trong bộ phim truyền hình nhiều tập Whispering Smith. Ngoài ra, Murphy còn là một nhạc sĩ khá thành công. Bên cạnh các hoạt động diễn xuất, ông nuôi nhiều đàn ngựa Quarter ở California và Arizona, và thường xuyên tham gia các cuộc đua ngựa.
Vì Murphy mắc phải căn bệnh rối loạn căng thẳng sau sang chấn sau chiến tranh, ông thường phải đi ngủ với một khẩu súng ngắn đã được lên đạn và đặt nó ở dưới gối của mình. Ông từng liên tục uống thuốc ngủ để xua đi những cơn muộn phiền và tìm kiếm sự an ủi. Trong những năm cuối đời, Murphy gặp nhiều khó khăn vì vấn đề tiền bạc, nhưng ông vẫn từ chối xuất hiện trong các chương trình quảng cáo rượu và thuốc lá, vì không muốn tạo tấm gương xấu cho giới trẻ. Murphy mất trong một vụ tai nạn máy bay ở Virginia vào năm 1971, hai tuần trước lần sinh nhật thứ 46 của ông. Murphy được chôn cất tại Nghĩa trang Quốc gia Arlington với đầy đủ nghi thức của quân đội và mộ ông là một trong những địa điểm được viếng thăm nhiều nhất.

## Tiểu sử
Murphy sinh ngày 20 tháng 6 năm 1925, tại Kingston, một cộng đồng nông thôn nhỏ ở Quận Hunt, phía đông bắc Texas. Ông là người con thứ bảy trong tổng số mười hai người con của Emmett Berry Murphy (1887–1976) và Josie Bell Murphy (nhũ danh Killian; 1891–1941). Dòng họ Murphy có truyền thống làm nghề lĩnh canh, và có gốc gác ở Anh, Ireland, Scotland-Ireland, Scotland và Đức.
Khi còn nhỏ, Murphy đã phải sống trong sự cô độc với tâm trạng thất thường và dễ nổi nóng. Ông lớn lên ở các thị trấn Farmersville, Greenville và Celeste ở đông bắc Texas. Cha của Murphy không thực sự quan tâm đến gia đình và sau cùng đã bỏ rơi ông và mọi người. Sau khi lên lớp năm, Murphy đã phải bỏ học và làm công việc hái bông để giúp đỡ gia đình, với đồng lương ít ỏi là một USD/ngày (tương đương với 20 USD theo giá năm 2021). Ngoài ra, kỹ năng săn bắn tài ba của Murphy cũng góp phần giúp gia đình ông có đủ miếng ăn qua ngày. Sau khi mẹ ông qua đời vì bệnh viêm nội tâm mạc và viêm phổi vào năm 1941, ông đã làm việc tại một cửa hàng sửa chữa vô tuyến điện và một cửa hàng tổng hợp khác ở Greenville. Trước tình cảnh trên, các nhà chức trách Quận Hunt đã đưa ba người em út của ông vào Nhà trẻ Boles - một trại trẻ mồ côi Cơ đốc giáo ở Quinlan. Sau chiến tranh, ông đã mua tặng vợ chồng chị gái ông, Elizabeth Corinne và Poland Burns, một ngôi nhà ở Farmersville.
Việc mẹ ông qua đời đã khiến ông dằn vặt trong suốt phần đời còn lại của mình. Ông viết trong cuốn hồi ký To Hell and Back của mình rằng:
Bà ấy mất khi tôi mới chỉ 16 tuổi. Bà ấy có một mái tóc đẹp nhất mà tôi từng thấy. Nó dài đến mức suýt chạm sàn nhà. Bà ấy nói rất ít, và luôn luôn ra vẻ đang kiếm tìm một thứ gì đó. Điều đó là gì thì tôi không biết được. Chúng tôi thường không chia sẻ với nhau về cảm xúc của mình. Nhưng khi bà ấy qua đời, bà ấy đã đem một thứ gì đó của tôi đi cùng với bà ấy. Tôi đã luôn kiếm tìm thứ đó từ đó đến giờ.

## Sự nghiệp quân ngũ
Từ bé, Murphy luôn muốn trở thành một người lính. Sau cuộc tập kích của Nhật Bản vào Trân Châu Cảng ngày 7 tháng 12 năm 1941, ông đã cố gắng xin nhập ngũ, nhưng bị Lục quân, Hải quân và Thủy quân Lục chiến từ chối vì ông thiếu cân nặng và không đủ tuổi. Sau khi chị gái ông nộp tờ khai hữu thệ có ghi sai ngày tháng năm sinh, Murphy được chấp thuận gia nhập Lục quân Hoa Kỳ vào ngày 30 tháng 6 năm 1942. Sau khi hoàn thành chương trình huấn luyện cơ bản ở Trại Wolters, Murphy được gửi đến Fort Meade để tham gia các khóa huấn luyện bộ binh nâng cao. Trong quá trình huấn luyện, Murphy giành được Huy hiệu Xạ thủ súng trường và Huy hiệu Cận chiến Chuyên nghiệp cho hạng mục sử dụng lưỡi lê.

### Mặt trận Địa Trung Hải
Sau khi hoàn thành quá trình huấn luyện, Murphy được phân vào Đại đội B, Tiểu đoàn 1, Trung đoàn Bộ binh 15, Sư đoàn Bộ binh số 3 của Thiếu tướng Lucian Truscott. Murphy cùng đơn vị lên tàu và khởi hành về Casablanca, Maroc thuộc Pháp, và họ đến nơi vào ngày 20 tháng 2 năm 1943. Ngày 13 tháng 5, sau lực lượng Phát Xít đầu hàng quân Đồng Minh ở Tunisia, Murphy cùng sư đoàn tham gia khóa huấn luyện nghiêm ngặt ở Arzew, Algeria để chuẩn bị cho cuộc đổ bộ vào Sicilia. Murphy được thăng hàm binh nhất vào ngày 7 tháng 5.
Murphy đảm nhiệm vai trò người đưa tin khi Sư đoàn Bộ binh số 3 đổ bộ vào Licata, Sicilia vào ngày 10 tháng 7 năm 1943. Trong một chuyến tuần tra, ông đã bắn hạ hai sĩ quan người Ý đang cố gắng chạy trốn và ông được thăng hàm hạ sĩ vào ngày 15 tháng 7. Sau một trận ốm kéo dài một tuần kể từ khi Đại đội B tiến vào Palermo vào ngày 20 tháng 7, Murphy quay trở lại đơn vị và được chỉ định trực chiến tại một ụ súng máy đóng trên một sườn đồi, trong khi các đơn vị còn lại của Sư đoàn Bộ binh số 3 tham gia chiến đấu ở San Fratello để mở đường cho quân Đồng Minh tiến về cảng Messina.
Tháng 9 năm 1943, Murphy cùng đơn vị đổ bộ vào Battipaglia, Salerno. Khi đang tuần tra dọc Sông Volturno, ông và hai người đồng đội bất ngờ bị một tổ súng máy Đức phục kích, khiến một người thiệt mạng. Murphy và người đồng đội còn lại đã bắn trả và dùng lựu đạn tiêu diệt tổ súng máy năm người. Khi đang tham gia cuộc tấn công vào Phòng tuyến Volturno trong tháng 10, gần khu vực Đồi 193 ở Mignano Monte Lungo, ông và đại đội của mình đã đẩy lùi một cuộc tấn công của bảy lính Đức, giết chết ba và bắt bốn tù binh. Murphy được thăng hàm trung sĩ vào ngày 13 tháng 12.
Tháng 1 năm 1944, Murphy được thăng hàm trung sĩ tham mưu (Staff Sergeant). Ông mắc bệnh sốt rét và phải nhập viện ở Naples vào ngày 21 tháng 1, nên đã bỏ lỡ mất cuộc đổ bộ vào bãi biển Anzio. Ông quay trở lại chiến trường vào ngày 21 tháng 1 và tham gia vào Trận Cistema lần một. Ông được bổ nhiệm làm trung sĩ trung đội của Đại đội B sau trận đánh này. Ngày 2 tháng 3, trong lúc nghỉ ngơi tại một trang trại bỏ hoang ở Anzio, Murphy và trung đội của ông đã phục kích thành công một chiếc xe tăng Đức đi qua vị trí của họ. Murphy đã một mình bò ra sát chiếc xe tăng và tiêu diệt nó bằng súng trường phóng lựu đạn. Nhờ thành tích trên, ông được trao thưởng Huân chương Sao Đồng với huy hiệu "V".
Murphy tiếp tục thực hiện các cuộc tuần tra do thám để bắt lính Đức làm tù binh trước khi phải nhập viện một lần nữa vào ngày 13 tháng 3 do bệnh sốt rét. Ngày 8 tháng 5 năm 1943, Murphy cùng 60 sĩ quan và quân nhân của Đại đội B, Trung đoàn Bộ binh 15, được trao thưởng Huy hiệu Bộ binh Chiến đấu (CIB); và bản thân Murphy được tặng thưởng tấm Huân chương Sao Đồng thứ hai. Ông và trung đội của mình sau đó tham gia giải phóng Roma vào ngày 4 tháng 6.

### Mặt trận Châu Âu
Trong đợt đổ quân đầu tiên trong chiến dịch đổ bộ của quân Đồng Minh vào miền Nam nước Pháp, Murphy được trao thưởng Huân chương Thập tự Phục vụ Xuất sắc vì sự dũng cảm vào ngày 15 tháng 8 năm 1944. Sau khi đổ bộ vào bãi biển có mật danh "Vàng" ở gần Ramatuelle, trung đội của Murphy được lệnh tiến quân qua một vườn nho thì bất ngờ bị quân Đức tấn công. Ông đã dùng một khẩu súng máy và tiến hành bắn trả, khiến hai lính Đức thiệt mạng và một người bị thương. Sau đó, hai lính Đức đi ra khỏi một ngôi nhà cách vị trí trung đội của Murphy khoảng 90 mét và có dấu hiệu đầu hàng. Khi Binh nhất Lattie Tipton - người bạn thân nhất của Murphy, tiến lại gần để kiểm tra, hai người lính Đức kia bất ngờ bắn trả, cướp đi sinh mạng của Tipton. Bất ngờ và tức giận, Murphy xông lên bắn hạ hai người lính Đức ấy và một mình tiến thẳng vào căn nhà để lục soát. Căn nhà sau đó được Murphy kiểm soát, với sáu lính Đức đã bị giết, hai người bị thương và 11 người bị Murphy bắt làm tù binh. Sau chiến tranh, Murphy đã tặng lại tấm Huân chương Thập tự Phục vụ Xuất sắc của ông cho con gái của Tipton, vì Murphy nghĩ rằng thật không công bằng khi chỉ mỗi ông được huân chương, còn Tipton chỉ được nhận một tấm bia bằng gỗ ở đất người.
Đơn vị của Murphy, cùng Tiểu đoàn 1, Trung đoàn Bộ binh 15, tiếp tục tham gia một cuộc tấn công đánh chiếm Montélimar vào ngày 27-28 tháng 8 năm 1944. Sau khi trận đánh kết thúc, Murphy cùng toàn bộ quân nhân của Tiểu đoàn 1 được tặng thưởng Danh hiệu Đơn vị Tuyên dương Tổng thống.
Murphy nhận tấm huân chương Trái tim Tím đầu tiên vào ngày 15 tháng 9 năm 1944, vì vết thương ở gót chân gây ra bởi một vụ nổ pháo cối ở đông bắc nước Pháp. Ông được tặng thưởng tấm Huân chương Sao Bạc đầu tiên vì chiến tích trong một cuộc tấn công vào mỏ đá lộ thiên gần L'Omet, ở thung lũng Cleurie vào ngày 2 tháng 10 năm 1944, nơi Murphy đã tự mình phá một chốt súng máy, tiêu diệt bốn lính Đức và làm ba người khác bị thương. Ba ngày sau, Murphy một mình bò về một vị trí đóng quân khác của Đức ở đồi L'Omet, chỉ mang theo radio liên lạc SCR-536 và đã dẫn dắt người của mình tấn công trong vòng một giờ. Sau khi lính Mỹ chiếm được ngọn đồi thành công, Murphy được tặng thưởng tấm Huân chương Sao Bạc thứ hai. Ngày 14 tháng 10, ông được thăng hàm sĩ quan trên chiến trường và giữ chức vụ trung đội trưởng Trung đội 3 với quân hàm thiếu úy. Khi đang tiến quân về Brouvelieures vào ngày 26 tháng 10, Trung đội 3 bị một nhóm bắn tỉa Đức tấn công quấy rối. Sau một lúc đi săn tìm, Murphy tự mình bắt sống hai tay súng trước khi bị bắn vào hông; ông nổ súng bắn trả và tiêu diệt tay súng thứ ba đó. Tại Bệnh viện Đa khoa số 3 ở Aix-en-Provence, việc loại bỏ hoại thư khỏi vết thương đã làm mất đi một phần cơ hông của Murphy, buộc ông phải nằm viện cho đến tháng 1 năm 1945. Trong thời gian dưỡng thương, ông được tặng thưởng huân chương Trái tim Tím thứ hai.
Ngày 14 tháng 1 năm 1945, Murphy quay trở lại đơn vị và được điều động vào Chiến dịch hợp vây Colmar vào tháng 12. Colmar là một khu đất rộng 2.200 km2 nằm gần Vosges, được quân Đức kiểm soát từ tháng 11 năm 1944. Ngày 24 tháng 1, Sư đoàn Bộ binh số 3 tấn công thị trấn Holtzwihr, nhưng gặp phải sự kháng cự mạnh mẽ của quân Đức. Murphy bị thương ở cả hai chân trong trận đánh này, và ông được tặng thưởng Huân chương Trái tim Tím thứ ba. Vào ngày 26 tháng 1, ông được bổ nhiệm làm Đại đội trưởng Đại đội B.
Ngày 26 tháng 1 năm 1945, khi đang đóng quân ở Holtzwihr, đơn vị của Murphy bất ngờ bị quân một lực lượng gồm sáu xe tăng Panzer và 250 lính Đức tấn công. Trong trận đánh, một pháo tự hành chống tăng M10 bị trúng đạn và bốc cháy, khiến kíp lái phải bỏ xe. Murphy sau đó ra lệnh cho toàn bộ đại đội của ông rút về bìa rừng, trong khi ông vẫn ở lại chốt quan sát, dùng súng M1 Carbine bắn liên tục về phía lính Đức, và tiếp tục đọc tọa độ cho pháo binh bắn phá trận địa bằng điện đài. Murphy sau đó trèo lên chiếc M10 đang bị bốc cháy, nạp lại đạn khẩu súng máy hạng nặng M2 Browning gắn trên nóc tháp pháo và bắn về đội hình lính Đức, tiêu diệt gọn một tiểu đội Đức đang bò qua một con hào nhỏ về vị trí của ông. Trong vòng một giờ đồng hồ, dù bị trúng đạn vào chân, Murphy vẫn giữ vững vị trí trên chiếc xe tăng bốc cháy và bắn trả các đợt tấn công của xe tăng và lính bộ binh Đức, tiêu diệt và làm bị thương hơn 50 lính Đức. Khi khẩu súng máy hết đạn, ông quay trở lại chỗ của đơn vị, từ chối băng bó vết thương và dẫn đại đội đi phản công vào vị trí đã mất, buộc quân Đức phải rút lui. Vì hành động dũng cảm quên mình ngày hôm đó, Audie Murphy được tặng thưởng Huân chương Danh dự - huân chương cao quý nhất của quân đội Hoa Kỳ được trao cho những quân nhân có hành động thể hiện sự dũng cảm vượt xa yêu cầu của nhiệm vụ. Murphy và Sư đoàn Bộ binh số 3 được trao thưởng Danh hiệu Đơn vị Tuyên dương Tổng thống vì những đóng góp ở Colmar.
Ngày 16 tháng 2, Murphy được thăng hàm trung úy, và được tặng thưởng huân chương Bắc đẩu Bội tinh Hoa Kỳ vì quá trình phục vụ của ông từ ngày 22 tháng 1 năm 1944 tới ngày 18 tháng 2 năm 1945. Ông được rút khỏi chiến trường và được đưa vào Ban chỉ huy Trung đoàn với vai trò sĩ quan liên lạc.

### Khen thưởng

Thiếu úy Audie Murphy sau buổi lễ trao thưởng Huân chương Danh dự và Bắc Đẩu Bội tinh ở Salzburg, Áo, ngày 2 tháng 6 năm 1945

Vì những sự đóng góp trong chiến tranh, Murphy được trao thưởng Huân chương Chiến dịch Hoa Kỳ, Huân chương Chiến dịch Âu-Phi-Trung Đông với 9 ngôi sao chiến dịch và huy hiệu mũi tên màu đồng, Huân chương Chiến thắng Thế chiến II và Huân chương Chiếm đóng Lục quân. Nước Pháp đã tặng thưởng ông Huân chương Bắc đẩu Bội tinh - Cấp bậc Hiệp sĩ, Huân chương Chiến công (Croix de guerre) với Sao Bạc, Huân chương Chiến công với Cành cọ, và dây đeo vai (Fourragère) màu xanh lá - được trao tặng cho toàn bộ quân nhân của Sư đoàn Bộ binh số 3 từng chiến đấu ở Pháp trong Chiến tranh Thế giới thứ hai. Ngoài ra, Murphy cũng được nhà nước Bỉ trao thưởng Huân chương Chiến công với Cành cọ 1940.
Chuẩn tướng Ralph B. Lovett và Trung tá Hallet D. Edson đã đề nghị trao thưởng Huân chương Danh dự cho Murphy sau trận đánh ở Holtzwihr. Ngày 2 tháng 6 năm 1945, Audie Murphy được Trung tướng Alexander M. Patch trao thưởng Huân chương Danh dự và huân chương Bắc đẩu Bội tinh Hoa Kỳ trong một buổi lễ được tổ chức gần Salzburg, Áo. Sau chiến tranh, khi được các tờ báo phỏng vấn và hỏi về lý do gì đã khiến Murphy quyết định trèo lên khẩu súng máy và ngăn chặn cuộc tấn công của một đại đội bộ binh Đức, ông đáp lại, "Chúng đang giết những người bạn của tôi."

### Sau chiến tranh
Murphy dự tính sẽ đăng ký theo học tại West Point khi ông về nước, nhưng ông không bao giờ đăng ký theo học. Theo nhà văn Don Graham, Murphy đã từ bỏ ý định nhập học sau khi biết được phải cần trình độ đầu vào khá cao mới có thể vượt qua được bài kiểm tra đầu vào.
Ngày 8 tháng 6 năm 1945, Murphy được lệnh có mặt tại Fort Sam Houston ở San Antonio, Texas để nhận các nhiệm vụ tạm thời và chuẩn bị tái bổ nhiệm vào đơn vị khác. Khi Murphy có mặt tại Fort Sam Houston vào ngày 13 tháng 6, ông được phân về Trạm Tái phân phối Nguồn lực Lục quân và được nghỉ phép 30 ngày, với quyền đi du lịch đến bất kỳ đầu ở Mỹ trong thời gian đó. Nhưng Murphy không thể nghỉ ngơi vào thời điểm này. Là một người lính có nhiều chiến công của quân đội Mỹ, nên trong quãng thời gian nghỉ phép, Murphy đã phải liên tục tham gia các cuộc diễu hành, tiệc chiêu đãi và các bài phát biểu. Ông được trao thưởng Huân chương Hạnh kiểm Tốt vào ngày 21 tháng 8 năm 1945.
Murphy được xếp loại thương tật 50% và giải ngũ với quân hàm trung úy vào ngày 21 tháng 9, và sau đó được thuyên chuyển về Quân đoàn Sĩ quan Dự bị.

### Hậu chấn tâm lý

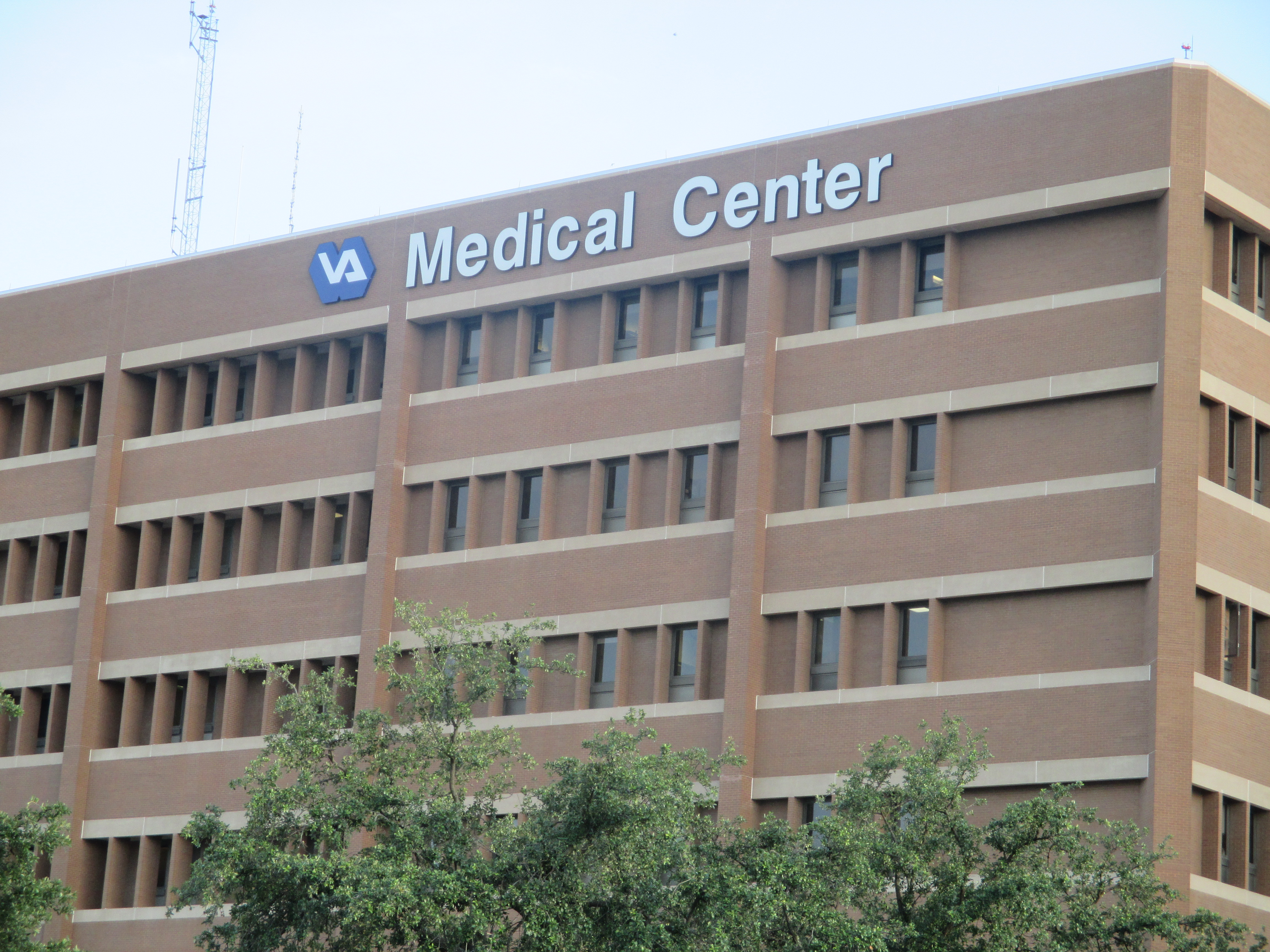
Bệnh viện Cựu chiến binh Audie L. Murphy ở San Antonio, Texas

Sau chiến tranh, Murphy đã rơi vào tình trạng mất ngủ, trầm cảm và thường đi ngủ với một khẩu súng ngắn nạp đầy đạn đặt dưới gối. Báo cáo kiểm tra sức khỏe sau chiến tranh vào ngày 17 tháng 6 năm 1947 cho thấy Murphy đã mắc phải các triệu chứng đau đầu, nôn mửa và gặp ác mộng về chiến tranh. Hồ sơ bệnh án còn chỉ ra rằng ông đã phải uống thuốc ngủ để giúp giảm bớt các cơn ác mộng mỗi đêm. Vào khoảng giữa những năm 1960, sau khi nhận ra bản thân mình đang phải lệ thuộc quá nhiều vào thuốc an thần Placidyl, Murphy đã tự nhốt mình trong một căn phòng khách sạn suốt một tuần để cai nghiện và đã thành công. Rối loạn căng thẳng sau sang chấn/Hậu chấn tâm lý (PTSD) đã làm tổn thương mạnh mẽ tâm trạng của Murphy, và luôn khiến bạn bè và đồng nghiệp sợ hãi và xa lánh mỗi khi ông biểu hiện nó ra ngoài. Người vợ đầu của Murphy, Dixie Wanda Hendrix, kể rằng ông ấy đã từng chĩa thẳng súng vào mặt bà. Bà cũng từng chứng kiến Murphy khóc và cắn rứt lương tâm khi xem những thước phim về trại trẻ mồ côi Đức sau chiến tranh. Trong một thời gian ngắn, Murphy đã viết thơ như một sự giải thoát khỏi những căng thẳng mà ông gặp phải sau khi giải ngũ. Một trong những bài thơ được Murphy viết, "The Crosses Grow on Anzio", sau này được đề cập trong cuốn hồi kí nổi tiếng To Hell and Back của ông.
Nhằm tạo sự chú ý của dư luận về những vấn đề mà binh sĩ trở về từ cuộc chiến ở Triều Tiên và Việt Nam gặp phải, Murphy đã thẳng thắn công khai về căn bệnh rối loạn căng thẳng sau sang chấn của bản thân. Tại thời điểm đó, căn bệnh này được biết qua cái tên "căng thẳng do chiến đấu" (battle fatigue) hay "sốc do đạn pháo" (shell shock) - một thuật ngữ đã xuất hiện từ thời Chiến tranh Thế giới thứ nhất. Ông kêu gọi chính phủ tăng cường xem xét và nghiên cứu tác động cảm xúc đến khả năng chiến đấu của mỗi người lính, và đề nghị mở rộng quyền lợi chăm sóc sức khỏe cho các cựu chiến binh. Năm tháng sau khi Murphy qua đời, vào tháng 10 năm 1971, Nghị sĩ Quốc hội Olin Teague đã xúc tiến xây dựng những đạo luật mới nhằm bảo vệ quyền lợi của cựu chiến binh. Vào năm 1973, Bệnh viện Cựu chiến binh Audie L. Murphy ở San Antonio, nay thuộc Hệ thống Chăm sóc Sức khỏe Cựu chiến binh Nam Texas, đã được xây dựng để vinh danh Murphy.

## Vệ binh Quốc gia Texas

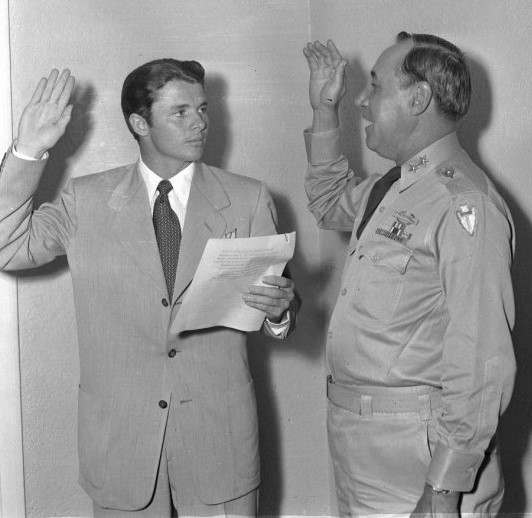
Audie Murphy và Thiếu tướng Herman M. Ainsworth trong buổi lễ tuyên thệ tái nhập ngũ, 14 tháng 7 năm 1950.

Sau khi Chiến tranh Thế giới thứ hai kết thúc, Sư đoàn Bộ binh 36 được điều động về Lực lượng Vệ binh Quốc gia Texas. Sau khi chiến tranh Triều Tiên bùng nổ vào ngày 25 tháng 6 năm 1950, Murphy tái nhập ngũ và được bổ nhiệm vào Sư đoàn Bộ binh 36 của Lực lượng Vệ binh Quốc gia Texas với quân hàm đại úy. Ông đã trực tiếp huấn luyện những tân binh trong các trại huấn luyện hè, và cho phép Vệ binh Quốc gia sử dụng tên và hình ảnh của ông để làm công tác quảng cáo tuyển quân. Mặc dù Murphy luôn muốn được quay trở lại chiến đấu và luân phiên hoạt động huấn luyện với hoạt động điện ảnh, Sư đoàn Bộ binh 36 không bao giờ được cử đến tham chiến ở Triều Tiên.
Theo yêu cầu của Murphy, ông được phép dừng công tác trong quân ngũ vào ngày 1 tháng 10 năm 1951 sau khi ký hợp đồng diễn xuất với MGM Studios, và quay trở lại quân ngũ vào năm 1955. Murphy được thăng hàm thiếu tá vào năm 1956 và tiếp tục ngừng công tác vào năm 1957. Năm 1969, ông chính thức được thuyên chuyển về Lực lượng Trừ bị Lục quân Hoa Kỳ và công tác tại đó tới khi chuyển sang Lực lượng Trừ bị Giải ngũ vào năm 1969.

## Sự nghiệp diễn xuất

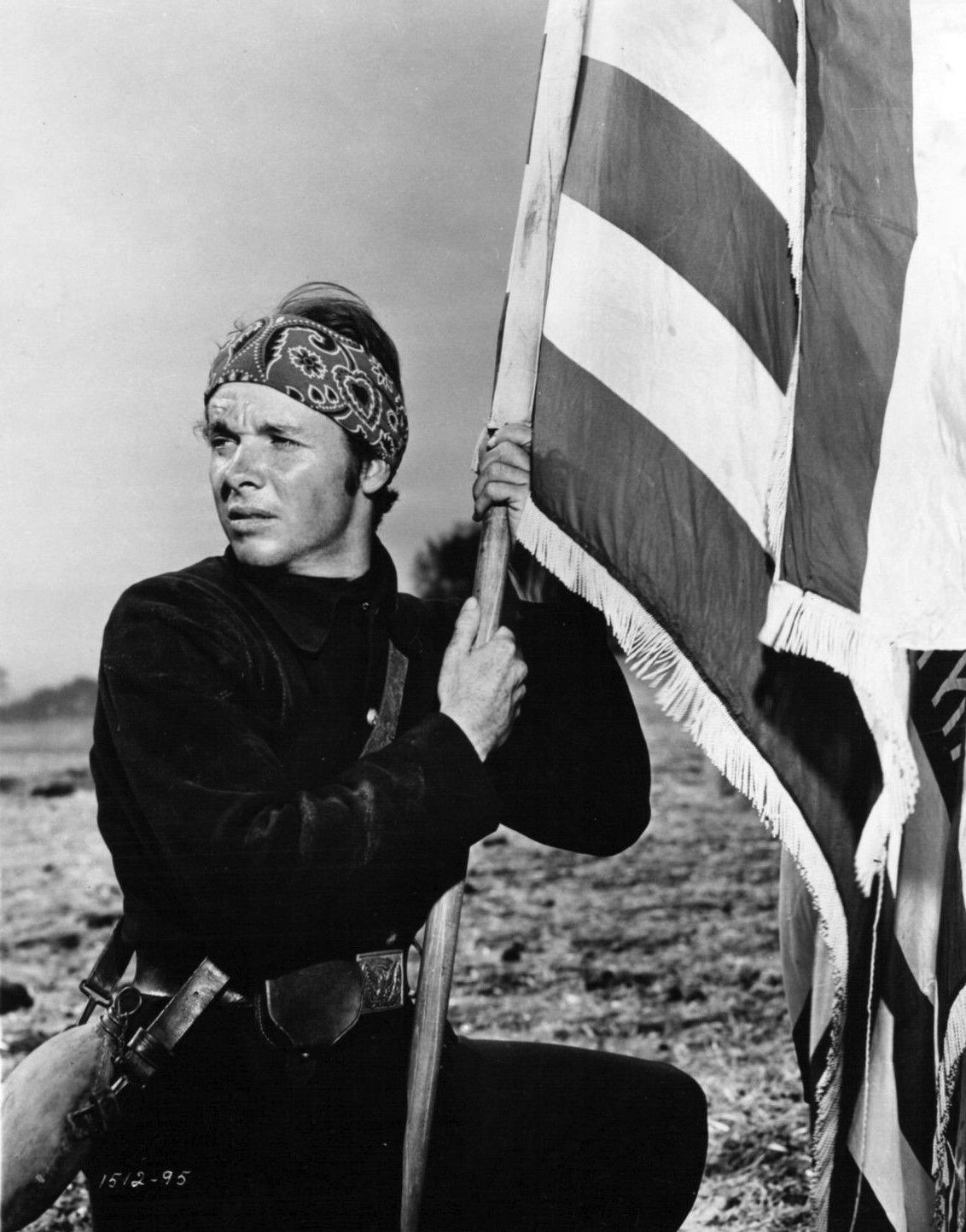
Murphy trong bộ phim The Red Badge of Courage (1951).

Murphy đã vào vai hơn 40 bộ phim điện ảnh khác nhau và một bộ phim truyền hình dài tập trong suốt sự nghiệp của mình, với hầu hết các vai diễn của ông đều mang phong cách Viễn Tây. Sau khi thấy bức ảnh của Murphy cùng tiêu đề "người lính có thành tích xuất sắc nhất" được đăng trên tờ Life vào ngày 16 tháng 7 năm 1945, diễn viên nổi tiếng James Cagney đã mời Murphy đến với Hollywood. Cagney và người em trai, đạo diễn William Cagney, đã ký hợp đồng cho Murphy hợp tác với công ty sản xuất của họ, và giúp đào tạo về mặt diễn xuất, giọng nói và vũ đạo. Do bất đồng quan điểm giữa hai bên, Murphy không bao giờ được vào vai bất kỳ bộ phim nào trong năm 1947 và hợp đồng hợp tác hai bên đã kết thúc ngay trong năm đó. Murphy sau đó đã làm việc với nhà đào tạo diễn xuất Estelle Harman, và trau dồi kỹ năng của mình bằng cách diễn lại những đoạn kịch của William Shakespeare và William Saroyan. Murphy chuyển đến Câu lạc bộ Thể thao của Terry Hunt (Terry Hunt's Athletic Club) ở Hollywood và sống ở đó cho đến năm 1948. Ông sau đó kết bạn với David McClure, một nhà biên kịch Hollywood, người đã giúp Murphy hoàn thành cuốn hồi ký To Hell and Back vào năm 1949. McClure sau đó đã sử dụng mối quan hệ của mình để giúp Murphy nhận được một vai diễn trong bộ phim Texas, Brooklyn & Heaven (1948) với mức cát-xê là 500 USD (tương đương với 6.000 USD theo giá năm 2021). Một nhân viên của Wanda Hendrix, người mà Murphy đã hẹn hò từ năm 1946, đã giúp ông tham gia bộ phim Beyond Glory của Alan Ladd do John Farrow đạo diễn vào đầu năm đó. Murphy nhận vai diễn chính đầu tiên của mình trong bộ phim Bad Boy (1949). Do áp lực từ những nhà tài trợ chính của bộ phim, với tuyên bố sẽ từ chối tài trợ cho dự án phim trừ khi Murphy được giao vai chính; do đó, Allied Artists đã phải gạt mối lo ngại của họ về việc sử dụng một diễn viên thiếu kinh nghiệm sang một bên và giao cho Murphy vai diễn chính.

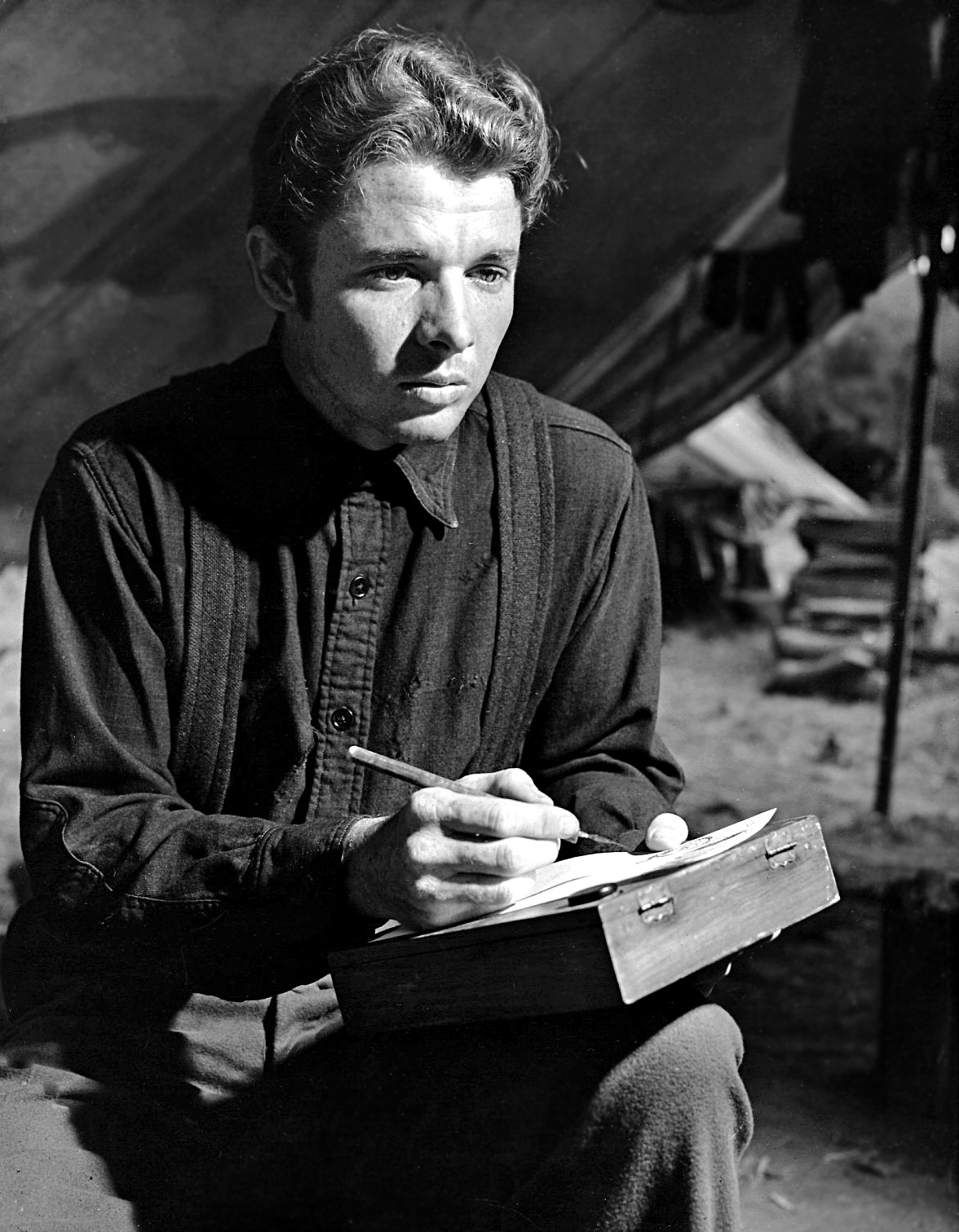
Murphy trong bộ phim The Red Badge of Courage (1951).

Universal Studios sau đó đã ký hợp đồng với bảy năm với Murphy với mức lương 2.500 USD một tuần (tương đương 28.200 USD vào năm 2021). Vai diễn đầu tiên của Murphy trong thời gian hợp tác với với Universal Studios là Billy the Kid, trong bộ phim The Kid from Texas (1950). Ông kết thúc năm 1950 với một vai diễn trong bộ phim Sierra cùng với vợ ông là Wanda Hendrix, và vào vai Jesse James trong bộ phim Kansas Raiders. Universal đã cho MGM thuê Murphy vào năm 1951 với mức lương 25.000 USD để đóng vai chính là Chàng trai (The Youth) trong The Red Badge of Courage, do John Huston đạo diễn. Murphy và Huston tiếp tục hợp tác với nhau trong bộ phim The Unforgiven (1960). 
Bộ phim duy nhất Murphy thực hiện trong năm 1952 là The Duel at Silver Creek của đạo diễn Don Siegel, và hai người hợp tác với nhau một lần nữa vào năm 1958 trong bộ phim The Gun Runners. Năm 1953, ông đóng vai chính trong bộ phim Column South của Frederick de Cordova, và vào vai Jim Harvey trong bộ phim Tumbleweed của Nathan Juran, được chuyển thể từ tiểu thuyết Three Were Renegades của Kenneth Perkins. Murphy tiếp tục tham gia vào hai bộ phim nữa của Nathan là Gunsmoke và Drums Across the River. Vào năm 1954, ông góp mặt vào bộ phim Destry của George Marshall, một phiên bản làm lại của phim Destry Rides Again, dựa trên một nhân vật do tác giả Max Brand tạo ra.
Murphy ban đầu miễn cưỡng khi được đề nghị thủ vai chính mình trong To Hell and Back (1950), bộ phim chuyển thể từ cuốn sách của ông do Jesse Hibbs đạo diễn, nhưng cuối cùng ông đã đồng ý. To Hell and Back trở thành bộ phim thành công lớn nhất trong lịch sử của Universal Studios vào thời điểm đó. Để giúp quảng bá việc phát hành bộ phim, Murphy đã xuất hiện với tư cách khách mời trên các chương trình truyền hình như What's My Line?, Toast of the Town và Colgate Comedy Hour. Sự thành công của bộ phim To Hell và Back cao đến nỗi Murphy và Hibbs đã tiếp tục hợp tác cùng nhau trong năm bộ phim tiếp theo là Walk the Proud Land (1956), World in My Corner (1956), Joe Butterfly (1957), và Ride a Crooked Trail (1958). Cũng trong năm 1957, Murphy vào vai The Utica Kid trong bộ phim Viễn Tây Night Passage.
Năm 1958, Murphy đóng vai chính trong bộ phim Người Mỹ trầm lặng năm 1958 của Joseph L. Mankiewicz. Ông sau đó hợp tác với đạo diễn Harry Joe Brown để thực hiện ba bộ phim mới. Sau bộ phim đầu tiên là The Guns of Fort Petticoat (1957), hai người xảy ra bất đồng trong quá trình xây dựng kịch bản hai bộ phim còn lại, và Brown đã đệ đơn kiện Murphy.
Sang năm 1959, ông tham gia vào ba bộ phim Viễn Tây khác: đóng vai chính cùng Sandra Dee trong bộ phim The Wild and the Innocent, hợp tác với tư cách là nhà đồng sản xuất với Walter Mirisch trong bộ phim đen trắng Cast a Long Shadow, và đóng vai một kẻ giết người thuê trong No Name on the Bullet, một bộ phim nhận được nhiều đánh giá tích cực từ các nhà phê bình phim. Ngoài ra, ông còn được mời làm nhân vật chính cùng với Thelma Ritter trong tập phim "The Man" của bộ phim truyền hình Startime (1960). Vào đầu những năm 1960, Murphy đã dành thời gian tham gia ba tập của loạt phim tài liệu The Big Picture do Quân đội Hoa Kỳ sản xuất, và cho phép họ sử dụng hình ảnh của mình. Ông được trao thưởng Huân chương Phục vụ Dân sự Xuất sắc vào năm 1960 vì sự hợp tác trong tập phim "Broken Bridge", trong đó có các phân cảnh về chuyến thăm của Murphy đến các cơ sở quân sự ở Đức, Ý, Thổ Nhĩ Kỳ và bang New Mexico của Hoa Kỳ để giới thiệu các loại vũ khí mới nhất của quân đội.
Năm 1961, ông góp mặt vào hai bộ phim lớn là Seven Ways from Sundown và Posse from Hell. Willard W. Willingham và vợ Mary Willingham, vốn đã làm quen với Murphy trong những ngày đầu của ông ấy ở Hollywood, đã hợp tác với ông trong một số dự án. Willard là nhà sản xuất của loạt phim truyền hình Whisosystem Smith (1961) của Murphy, và đồng sản xuất cho bộ phim Battle at Bloody Beach (1960) cùng năm đó. Willard cũng hợp tác vói Murphy trong Bullet for a Badman vào năm 1964 và Arizona Raiders vào năm 1965. Vợ chồng Willinghams đã viết kịch bản bộ phim Gunpoint, cũng như kịch bản cho vai chính cuối cùng của Murphy trong bộ phim Viễn Tây 40 Guns to Apache Pass năm 1967. Năm 1966, Murphy bay đến Israel để tiến hành quay bộ phim Trunk to Cairo.
Đạo diễn Budd Boetticher gặp Murphy lần đầu tiên khi Murphy yêu cầu trở thành đối tác chơi quyền anh của ông ấy tại Câu lạc bộ Thể thao của Terry Hunt. Murphy sau đó xuất hiện trong vai nhân vật chính của bộ phim Viễn Tây đầu tiên của Boetticher - The Cimarron Kid. Boetticher cũng là người viết kịch bản cho bộ phim cuối cùng của Murphy, A Time for Dying, vào năm 1969. Hai dự án phim khác mà Murphy và Boetticher dự định hợp tác là A Horse for Mr Barnum và When There Sumpthin 'to Do không bao giờ được thực hiện.

## Đời tư

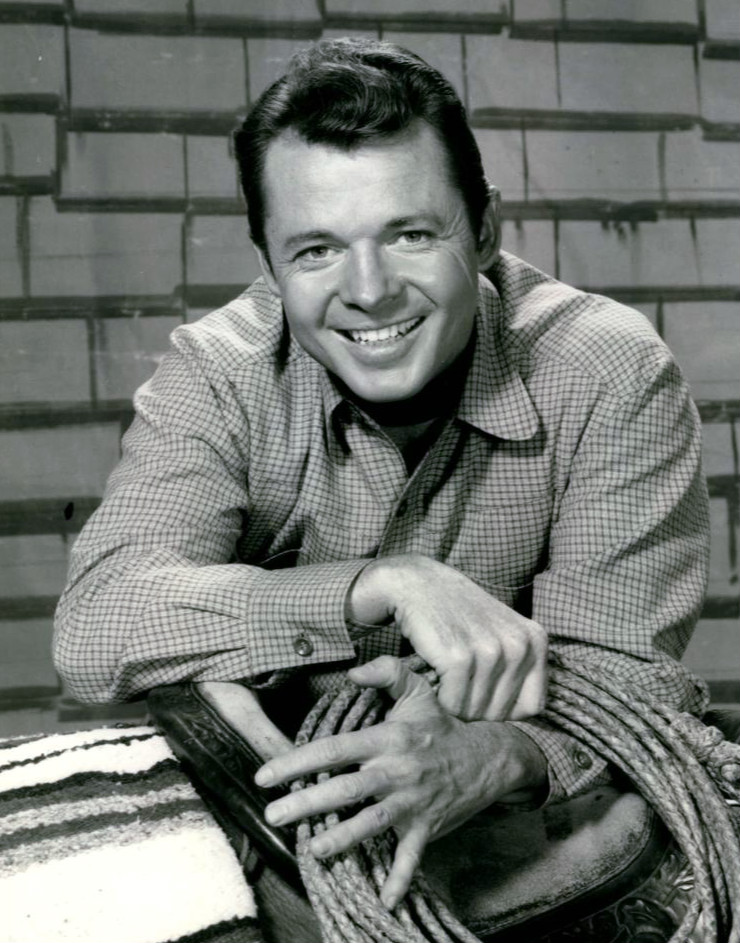
Murphy năm 1961.

Murphy kết hôn với nữ diễn viên Wanda Hendrix vào năm 1949, nhưng hai người nhanh chóng ly hôn sau hai năm chung sống. Bốn ngày sau khi Murphy ly hôn với người vợ đầu, ông lấy người vợ thứ hai là Pamela Opal Lee Archer (1923 – 2010), một cựu nữ tiếp viên hàng không, vào năm 1951. Họ có hai người con trai là Terry Michael (sinh ngày 14 tháng 3 năm 1952), và James Shannon (sinh năm 1954).
Murphy có sở thích cưỡi ngựa. Ông nuôi một đàn ngựa Quarter ở Nông trại Audie Murphy, nay nằm ở Menifee, California, và một đàn khác ở Nông trại Murphy ở Quận Pima, Arizona. Ngựa của ông được sử dụng trong những cuộc đua ở Trường đua Del Mar, và ông đã đầu tư một số tiền lớn vào việc cá độ đua ngựa. Tuy nhiên, sở thích này đã khiến Murphy rơi vào tình trạng nợ nần chồng chất. Năm 1968, ông tuyên bố rằng ông đã mất 260.000 USD trong một thương vụ dầu mỏ ở Algeria và đang phải xoay sở để trả các khoản thuế của Tổng vụ Thuế Quốc gia Hoa Kỳ. Mặc dù gặp nhiều khó khăn trong vấn đề tài chính, Murphy vẫn từ chối xuất hiện trong các chương trình quảng cáo thuốc lá và thức uống có cồn vì ông không muốn tạo tấm gương xấu cho thế hệ trẻ.
Tháng 5 năm 1970, Murphy bị cảnh sát bắt ở Burbank, California. Ông bị buộc tội đe dọa, hành hung, và có ý định giết người trong một cuộc cãi vã với David Gofstein - một người huấn luyện chó. Gofstein cáo buộc Murphy dùng súng bắn vào ông ngay sau cuộc ẩu đả, nhưng bị Murphy phủ nhận. Murphy sau đó được trắng án và toàn bộ cáo buộc bị xóa bỏ.

## Qua đời và tưởng nhớ

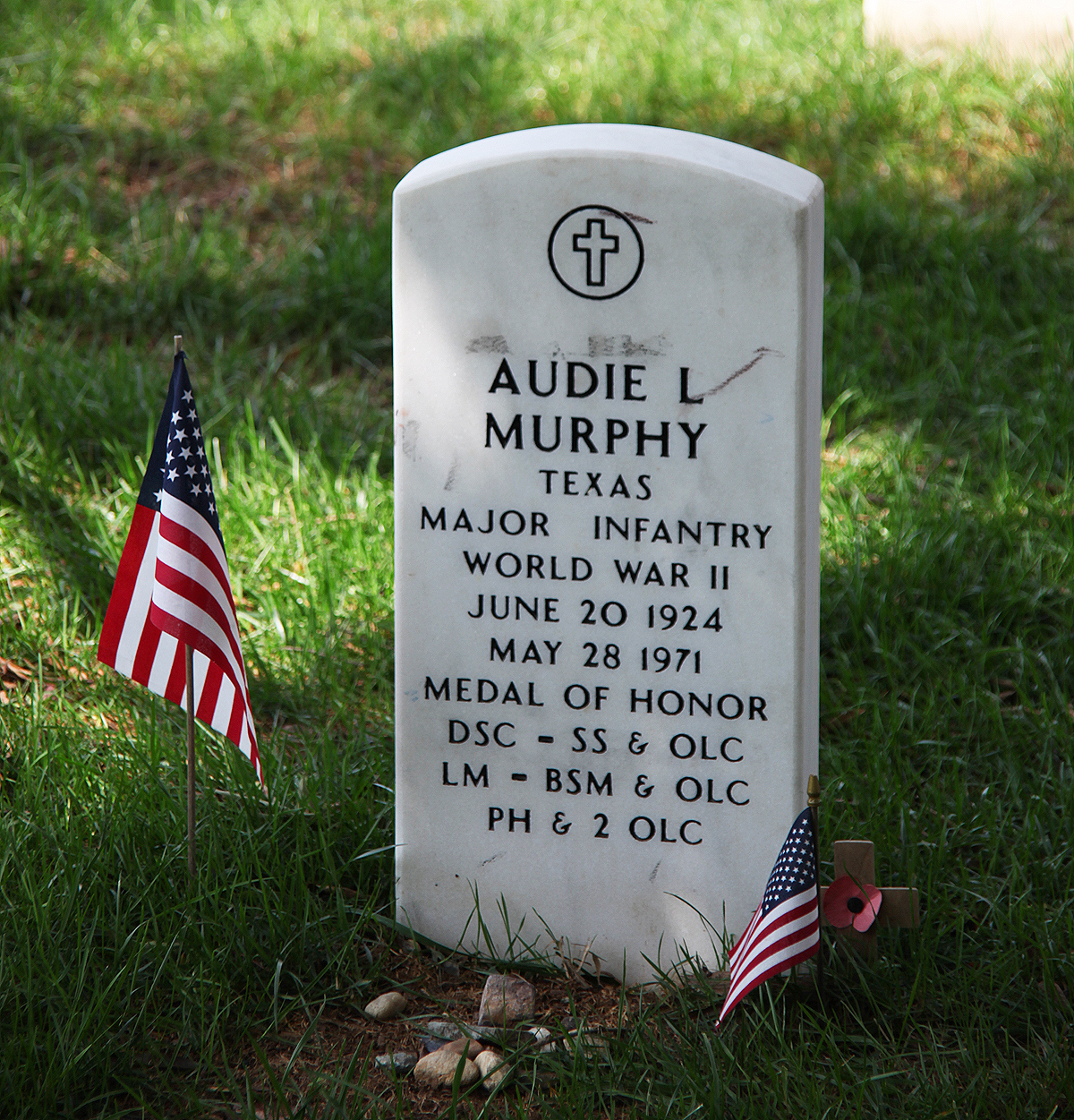
Mộ của Audie Murphy tại Nghĩa trang Quốc gia Arlington, Arlington, Virginia.

Murphy thiệt mạng trong một vụ tai nạn máy bay vào ngày 28 tháng 5 năm 1971. Chiếc máy bay chở Murphy ngày hôm đó, do không thể xác định được hướng bay trong điều kiện thời tiết rất xấu (mưa lớn, sương mù dày và tầm nhìn bằng không) nên đã đâm vào Núi Brushy, cách khu vực Roanoke, Virginia khoảng 14 dặm về phía tây-bắc. Murphy, viên phi công và bốn hành khách khác thiệt mạng trong vụ tai nạn này.
Loại máy bay liên quan đến vụ tai nạn này là máy bay hai động cơ Aero Commander 680, được điều khiển bởi một phi công có bằng lái riêng với thời gian bay được báo cáo là 8.000 giờ, nhưng chưa có chứng chỉ bay IFR. Sau khi chồng bà qua đời, Pamela Murphy đã chuyển đến sống ở một căn hộ nhỏ, tự mình nuôi hai người con trai và nhận làm công việc thư ký tại Bệnh viện Quản trị Cựu chiến binh Sepulveda ở Los Angeles, nơi bà làm việc trong suốt 35 năm.

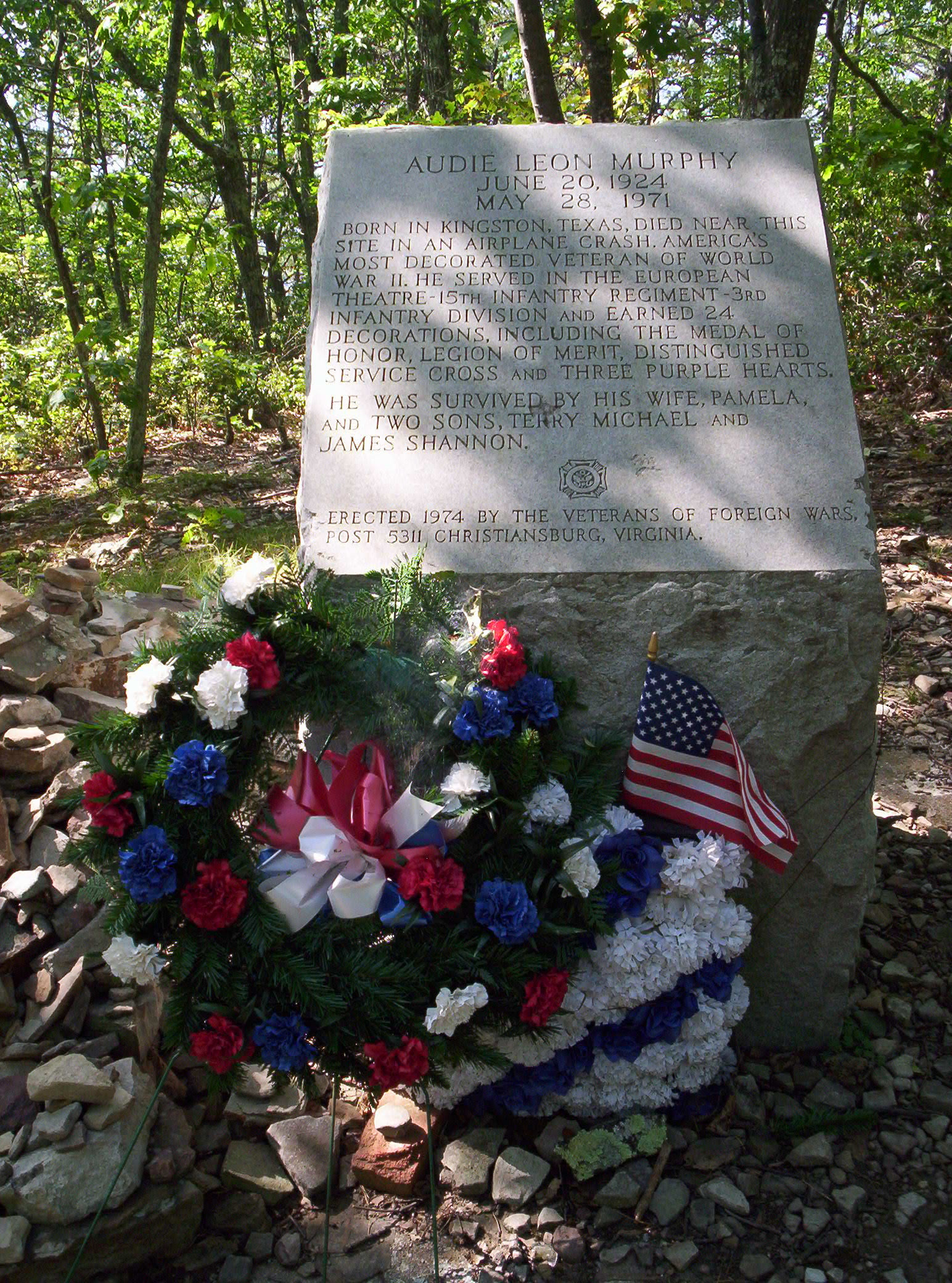
Bia tưởng niệm vụ tai nạn máy bay Aero Commander 680 ở Virginia.

Ngày 7 tháng 6 năm 1971, tang lễ của Audie Murphy đã được cử hành trọng thể với đầy đủ nghi thức của quân đội tại Nghĩa trang Quốc gia Arlington. Tang lễ của ông sự góp mặt của Đại sứ Hoa Kỳ tại Liên Hợp Quốc George H. W. Bush, Tham mưu trưởng Lục quân William Westmoreland, các quân nhân, sĩ quan của Sư đoàn Bộ binh số 3, và những người đồng đội một thời vào sinh ra tử với Murphy trong chiến tranh. Một lối đi lát đá sau đó đã được xây dựng để phục vụ số lượng lớn những người đến viếng thăm và tỏ lòng thành kính với Murphy. Khu mộ của Audie Murphy là khu mộ được viếng thăm nhiều thứ hai của Nghĩa trang Quốc gia Arlington, chỉ sau mộ của Tổng thống John F. Kennedy.
Theo truyền thống, bia đá của các quân nhân được trao thưởng/truy tặng Huân chương Danh dự ở Nghĩa trang Quốc gia Arlington sẽ được khắc bằng chữ mạ vàng kèm thêm một ngôi sao Huân chương Danh dự. Tuy nhiên, lúc sinh thời, Murphy đã từ chối cho khắc mạ vàng và ngôi sao đó. Ông còn yêu cầu bia đá của mình phải thật đơn giản và kín đáo, vì ông mong muốn mình sẽ được chôn cất như bao người đồng đội khác. Trên tấm bia đá có khắc năm sinh của ông là năm 1924, dựa theo thông tin trong hồ sơ quân nhân của Murphy, vốn được chị gái ông khai sai lệch có chủ đích để ông có thể đủ tuổi nhập ngũ.
Bốn năm sau vụ tai nạn cướp đi sinh mạng của Audie Murphy, năm 1975, tòa án Tối cao Bang Colorado đã ra phán quyết bồi thường thiệt hại cho bà Pamela và hai người con trai với tổng số tiền bồi thường lên đến 2,5 triệu USD.
Năm 1960, vì những đóng góp cho nền điện ảnh Hollywood, Murphy đã được tặng thưởng một ngôi sao trên Đại lộ Danh vọng Hollywood. Năm 2013, Murphy được Bang Texas vinh danh và truy tặng Huân chương Danh dự Lập pháp Texas.
Năm 2014, Sabaton, một ban nhạc metal của Thụy Điển, đã ra mắt bài hát "To Hell and Back" trong album Heroes, có nội dung về cuộc đời và bộ phim To Hell and Back của Murphy.

## Sáng tác nhạc
David McClure, cộng tác viên của ông trong cuốn sách To Hell and Back, đã phát hiện ra tài năng làm thơ của Murphy trong quá trình họ viết cuốn hồi ký. McClure đã tìm thấy những bài thơ bị vứt bỏ trong căn hộ của Murphy ở Hollywood. Một trong những bài thơ đó, "The Crosses Grow on Anzio", đã xuất hiện trong cuốn To Hell and Back, nhưng được thay đổi bối cảnh thành một người lính tên là Kerrigan viết. McClure cũng tìm thấy hai bài thơ khác là "Alone and Far Removed" và "Freedom Flies in Your Heart Like a Eagle". Vài câu thơ của bài "Freedom Flies in Your Heart Like a Eagle" sau đó đã được Murphy sử dụng trong bài phát biểu của ông trong một buổi lễ ở Đài tưởng niệm Chiến tranh Alabama ở Montgomery năm 1968, và sau đó được Scott Turner phổ nhạc với tựa đề "Dusty Old Helmet".
Murphy có niềm đam mê lớn với nhạc đồng quê, đặc biệt là hai nghệ sĩ Bob Wills và Chet Atkins, nhưng bản thân ông không bao giờ là một ca sĩ hay nhạc sĩ đồng quê. Thông qua người bạn Guy Mitchell, Murphy được giới thiệu với nhạc sĩ Scott Turner vào năm 1961. Hai người đã hợp tác trong nhiều bài hát từ năm 1962 đến 1970, trong đó thành công nhất là bài "Shutters and Boards" và "When the Wind Blows in Chicago".

### Sách tham khảo
- Basinger, Jeanine; Arnold, Jeremy (2003). The World War II Combat Film: Anatomy of a Genre. Wesleyan University Press. ISBN 978-0-8195-6623-2.
- Boggs, Johnny D (2011). Jesse James and the Movies. McFarland & Company, Inc. ISBN 978-0-7864-4788-6.
- Brinkley, Douglas (2004). The World War II Desk Reference. Collins Reference. ISBN 978-0-06-052651-1.
- Cavileer, Sharon (2013). Virginia Curiosities: Quirky Characters, Roadside Oddities & Other Offbeat Stuff. Globe Pequot Press. ISBN 978-0-7627-9520-8.
- Champagne, Daniel R (2008). Dogface Soldiers: The Story of B Company, 15th Regiment, 3rd Infantry Division: from Fedala to Salzburg, Audie Murphy and His Brothers in Arms. Merriam Press. ISBN 978-1-4357-5767-7.
- Clarke, Jeffrey J; Smith, Robert Ross (1993). Riviera to the Rhine. United States Army in World War II. Center of Military History, United States Army. ISBN 978-0-16-025966-1.
- Cozad, W. Lee (2006). More Magnificent Mountain Movies. Sunstroke Media. ISBN 978-0-9723372-3-6.
- Curtis, Tony; Golenbock, Peter (2009). American Prince: A Memoir. Three Rivers Press. ISBN 978-0-307-40856-3.
- DiLeo, John (2004). 100 Great Film Performances You Should Remember – But Probably Don't. Limelight Editions. ISBN 978-0-87910-972-1.
- Fredriksen, John C. (2010). The United States Army: A Chronology, 1775 to the Present. ABC-CLIO. ISBN 978-1-59884-344-6.
- Gossett, Sue (1996). The Films and Career of Audie Murphy. Empire Publishing. ISBN 978-0-944019-22-1.
- Graham, Don (1989). No Name on the Bullet. Viking. ISBN 978-0-670-81511-1.
- Herzberg, Bob (2005). Shooting Scripts. McFarland & Company, Inc. ISBN 978-0-7864-2173-2.
- Huebner, Andrew J (2007). The Warrior Image: Soldiers in American Culture from the Second World War to the Vietnam Era. The University of North Carolina Press. ISBN 978-0-8078-3144-1.
- Lewis, C. Jack (2002). White Horse, Black Hat: A Quarter Century on Hollywood's Poverty Row. Scarecrow Press. ISBN 978-0-8108-4358-5.
- Lucas, John Meredyth (2004). Eighty Odd Years in Hollywood: Memoir of a Career in Film and Television. McFarland & Company, Inc. ISBN 978-0-7864-1838-1.
- Maltin, Leonard (2008). Leonard Maltin's 2009 Movie Guide. Plume. ISBN 978-0-452-28978-9.
- Maslowski, Peter; Winslow, Don (2005). Looking for a Hero: Staff Sergeant Joe Ronnie Hooper and the Vietnam War. University of Nebraska Press. ISBN 978-0-8032-3244-0.
- Murphy, Audie (2002) [First published 1949]. To Hell and Back. Henry Holt and Co. ISBN 978-0-8050-7086-6.
- Niemi, Robert (2006). History in the Media: Film And Television. ABC-CLIO. ISBN 978-1-57607-952-2.
- Nott, Robert (2005). Last of the Cowboy Heroes: The Westerns of Randolph Scott, Joel McCrea, and Audie Murphy. McFarland & Company, Inc. ISBN 978-0-7864-2261-6.
- O'Connor, John E.; Rollins, Peter C (2008). Why We Fought: America's Wars in Film and History. The University Press of Kentucky. ISBN 978-0-8131-2493-3.
- O'Reilly, Bill (2010). Pinheads and Patriots: Where You Stand in the Age of Obama. William Morrow. ISBN 978-0-06-195071-1.
- Pitts, Michael R. (2012). Western Movies: A Guide to 5,105 Feature Films. McFarland & Company, Inc. ISBN 978-0-7864-6372-5.
- Rausch, Andrew J; Dequina, Michael (2008). Fifty Filmmakers: Conversations With Directors from Roger Avary to Steven Zaillian. McFarland & Company, Inc. ISBN 978-0-7864-3149-6.
- Redfern, Nick (2007). Celebrity Secrets Official Government Files on the Rich and Famous. Paraview Pocket Books. ISBN 978-1-4165-2866-1.
- Roberts, Jerry (2009). Encyclopedia of Television Film Directors. Scarecrow Press. ISBN 978-0-8108-6378-1.
- Rosen, David M (2012). Child Soldiers. ABC-CLIO. ISBN 978-1-59884-526-6.
- Ross, Lillian (1997). Picture. Modern Library. ISBN 978-0-679-60254-5.
- Simpson, Harold B. (1975). Audie Murphy, American Soldier. Hill Jr. College Press. ISBN 978-0-912172-20-0.
- Spiller, Roger J; Dawson, Joseph G (2010). The Texas Military Experience: From the Texas Revolution Through World War II. Texas A&M University Press. ISBN 978-1-60344-197-1.
- Tate, J.R. (2006). Walkin' with the Ghost Whisperers. Stackpole Books. ISBN 978-0-8117-4544-4.
- Whiting, Charles (2001). America's forgotten army: the story of the U.S. Seventh. St. Martin's Paperbacks. ISBN 978-0-312-97655-2.
- Willbanks, James H (2011). America's heroes: Medal of Honor Recipients from the Civil War to Afghanistan. ABC-CLIO. ISBN 978-1-59884-394-1.
- Yoggy, Gary A. (1998). Back in the Saddle: Essays on Western Film and Television Actors. McFarland & Company, Inc. ISBN 978-0-7864-0566-4.
- Young, William H; Young, Nancy K. (2010). World War II and the Postwar Years in America: A Historical and Cultural Encyclopedia. ABC-CLIO. ISBN 978-0-313-35652-0.